# Coupe de la Ligue anglaise de football 2007-2008
Navigation
Édition précédente Édition suivante
La Coupe de la Ligue anglaise de football 2007-2008 est la 48e édition de la Coupe de la ligue anglaise de football, connue également sous le nom de Carling Cup. Elle regroupe les 92 meilleurs clubs d'Angleterre.
Le vainqueur de la coupe se qualifie pour le troisième tour de la Coupe UEFA 2008-2009 s'il n'est pas déjà qualifié pour une compétition européenne.
Le premier tour commence le 13 août 2007 et la finale se dispute le 24 février 2008, à Wembley. La dernière édition a vu Chelsea remporter son 4e titre contre Arsenal 2-1. En finale contre Chelsea, Tottenham, remporte la compétition également sur le score de 2-1. 

## Clubs participants
En tout, 92 clubs (Premier League, Championship, League One et League Two) participent à cette édition.

### Distribution
La coupe est organisée de telle façon qu'il ne reste que 32 clubs au 3e tour. 72 clubs de l'English Football League (niveaux 2 à 4) entrent en lice au 1er tour. Au 2e tour, les 12 clubs de Premier League non engagés dans des compétitions européennes entrent en lice. Au 3e tour, les clubs de Premier League européens font leurs débuts dans la compétition.

## Premier tour

### Participants
Les 24 équipes de League Two, les 24 équipes de League One et 24 équipes de Championship (72 équipes en tout) commencent à ce stade de la compétition.
Le tirage au sort est effectué le 14 juin. Les matchs ont eu lieu entre le 13 août et le 16 août.
|                                                                             | Équipe à domicile           | Score1 | Équipe à l'extérieur    | Spectateurs |
| --------------------------------------------------------------------------- | --------------------------- | ------ | ----------------------- | ----------- |
| 1                                                                           | Wolverhampton Wanderers (2) | 2 – 1  | Bradford City (4)       | 9,625       |
| 2                                                                           | Grimsby Town (4)            | 0 – 0  | Burnley FC (2)          | 2,431       |
| 1 – 1 après prolongation – Burnley s’impose 4 – 2 aux tirs au but           |                             |        |                         |             |
| 3                                                                           | Rochdale AFC (4)            | 1 – 1  | Stoke City (2)          | 2,369       |
| 2 – 2 après prolongation – Rochdale s’impose 4 – 2 aux tirs au but          |                             |        |                         |             |
| 4                                                                           | Scunthorpe United (2)       | 1 – 2  | Hartlepool United (3)   | 2,965       |
| 5                                                                           | Port Vale (3)               | 1 – 1  | Wrexham (4)             | 2,916       |
| 1 – 1 après prolongation – Wrexham s’impose 5 – 3 aux tirs au but           |                             |        |                         |             |
| 6                                                                           | Crewe Alexandra (3)         | 0 – 3  | Hull City (2)           | 2,862       |
| 7                                                                           | Chester City (4)            | 0 – 0  | Nottingham Forest (3)   | 2,720       |
| 0 – 0 après prolongation – Nottingham Forest s’impose 4 – 2 aux tirs au but |                             |        |                         |             |
| 8                                                                           | Sheffield United (2)        | 3 – 1  | Chesterfield FC (4)     | 11,170      |
| 9                                                                           | Rotherham United (4)        | 1 – 3  | Sheffield Wednesday (2) | 6,416       |
| 10                                                                          | Barnsley FC (2)             | 2 – 1  | Darlington FC (4)       | 3,780       |
| 11                                                                          | Bury FC (4)                 | 0 – 1  | Carlisle United (3)     | 2,213       |
| 12                                                                          | Doncaster Rovers (3)        | 4 – 1  | Lincoln City (4)        | 5,084       |
| 13                                                                          | Preston North End (2)       | 1 – 2  | Morecambe (4)           | 7,703       |
| 14                                                                          | Stockport County (4)        | 1 – 0  | Tranmere Rovers (3)     | 3,944       |
| 15                                                                          | Accrington Stanley (4)      | 0 – 1  | Leicester City (2)      | 2,029       |
| 16                                                                          | Macclesfield Town (4)       | 0 – 1  | Leeds United (3)        | 3,422       |
| 17                                                                          | Oldham Athletic (3)         | 4 – 1  | Mansfield Town (4)      | 3,155       |
| 18                                                                          | Blackpool (2)               | 1 – 0  | Huddersfield Town (3)   | 6,395       |

|                                                                              | Équipe à domicile        | Score1 | Équipe à l'extérieur       | Spectateurs |
| ---------------------------------------------------------------------------- | ------------------------ | ------ | -------------------------- | ----------- |
| 1                                                                            | Watford (2)              | 3 – 0  | Gillingham (3)             | 8,166       |
| 2                                                                            | Swindon Town (3)         | 0 – 2  | Charlton Athletic (2)      | 6,175       |
| 3                                                                            | Milton Keynes Dons (4)   | 2 – 2  | Ipswich Town(2)            | 7,496       |
| 3 – 3 après prolongation – Milton Keynes Dons s’impose 5 – 3 aux tirs au but |                          |        |                            |             |
| 4                                                                            | Southend United (3)      | 1 – 1  | Cheltenham Town (3)        | 3,084       |
| Southend United s’impose 4 – 1 après prolongation                            |                          |        |                            |             |
| 5                                                                            | Norwich City (2)         | 5 – 2  | Barnet (4)                 | 13,971      |
| 6                                                                            | Shrewsbury Town (4)      | 0 – 0  | Colchester United (2)      | 3,069       |
| Shrewsbury Town s’impose 1 – 0 après prolongation                            |                          |        |                            |             |
| 7                                                                            | Cardiff City (2)         | 0 – 0  | Brighton & Hove Albion (3) | 3,726       |
| Cardiff City s’impose 1 – 0 après prolongation                               |                          |        |                            |             |
| 8                                                                            | Swansea City (3)         | 2 – 0  | Walsall (3)                | 6,943       |
| 9                                                                            | Brentford (4)            | 0 – 3  | Bristol City (2)           | 2,213       |
| 10                                                                           | Bristol Rovers (3)       | 1 – 1  | Crystal Palace (2)         | 5,566       |
| 1 – 1 après prolongation – Bristol Rovers s’impose 4 – 1 aux tirs au but     |                          |        |                            |             |
| 11                                                                           | West Bromwich Albion (2) | 1 – 0  | AFC Bournemouth (3)        | 10,250      |
| 12                                                                           | Peterborough United (4)  | 2 – 1  | Southampton (2)            | 4,087       |
| 13                                                                           | Hereford United (4)      | 4 – 1  | Yeovil Town (3)            | 2,085       |
| 14                                                                           | Queens Park Rangers (2)  | 1 – 2  | Leyton Orient (3)          | 5,260       |
| 15                                                                           | Northampton Town (3)     | 2 – 0  | Millwall (3)               | 1,735       |
| 16                                                                           | Dagenham & Redbridge (4) | 1 – 2  | Luton Town (3)             | 1,754       |
| 17                                                                           | Plymouth Argyle (2)      | 2 – 1  | Wycombe Wanderers (4)      | 5,474       |
| 18                                                                           | Coventry City (2)        | 3 – 0  | Notts County (4)           | 6,735       |

## Deuxième tour
Les 36 vainqueurs du premier tour sont rejoints par les 12 équipes de Premier League qui ne jouent pas de compétition européenne.
Le tirage au sort est effectué le 16 août. Les matchs ont eu lieu les 28 et 29 août. 
|                                                                     | Équipe à domicile           | Score1 | Équipe à l'extérieur     | Spectateurs |
| ------------------------------------------------------------------- | --------------------------- | ------ | ------------------------ | ----------- |
| 1                                                                   | Plymouth Argyle (2)         | 2 – 0  | Doncaster Rovers (3)     | 5,133       |
| 2                                                                   | Southend United (3)         | 2 – 0  | Watford (2)              | 5,554       |
| 3                                                                   | Nottingham Forest (3)       | 2 – 3  | Leicester City (2)       | 15,519      |
| 4                                                                   | Wigan Athletic (1)          | 0 – 1  | Hull City (2)            | 5,440       |
| 5                                                                   | Birmingham City (1)         | 2 – 1  | Hereford United (4)      | 10,185      |
| 6                                                                   | Carlisle United (3)         | 0 – 2  | Coventry City (2)        | 5,744       |
| 7                                                                   | Bristol Rovers (3)          | 1 – 2  | West Ham United (1)      | 10,831      |
| 8                                                                   | Derby County (1)            | 1 – 1  | Blackpool (2)            | 8,658       |
| 2 – 2 après prolongation – Blackpool s’impose 7 – 6 aux tirs au but |                             |        |                          |             |
| 9                                                                   | Rochdale AFC (4)            | 1 – 1  | Norwich City (2)         | 2,990       |
| 1 – 1 après prolongation – Norwich s’impose 4 – 3 aux tirs au but   |                             |        |                          |             |
| 10                                                                  | Portsmouth (1)              | 3 – 0  | Leeds United (3)         | 8,502       |
| 11                                                                  | Cardiff City (2)            | 1 – 0  | Leyton Orient (3)        | 6,150       |
| 12                                                                  | Milton Keynes Dons (4)      | 2 – 2  | Sheffield United (2)     | 7,943       |
| Sheffield United s’impose 3 – 2 après prolongation                  |                             |        |                          |             |
| 13                                                                  | Burnley (2)                 | 3 – 0  | Oldham Athletic (3)      | 7,317       |
| 14                                                                  | Swansea City (3)            | 0 – 0  | Reading (1)              | 12,027      |
| Reading s’impose 1 – 0 après prolongation                           |                             |        |                          |             |
| 15                                                                  | Peterborough United (4)     | 0 – 2  | West Bromwich Albion (2) | 4,917       |
| 16                                                                  | Shrewsbury Town (4)         | 0 – 1  | Fulham (1)               | 6,223       |
| 17                                                                  | Wolverhampton Wanderers (2) | 1 – 1  | Morecambe (4)            | 11,296      |
| Morecambe s’impose 3 – 1 après prolongation                         |                             |        |                          |             |
| 18                                                                  | Middlesbrough (1)           | 2 – 0  | Northampton Town (3)     | 11,686      |
| 19                                                                  | Sheffield Wednesday (2)     | 1 – 1  | Hartlepool United (3)    | 8,751       |
| Sheffield Wednesday s’impose 2 – 1 après prolongation               |                             |        |                          |             |
| 20                                                                  | Luton Town (3)              | 3 – 0  | Sunderland (1)           | 4,401       |
| 21                                                                  | Wrexham (4)                 | 0 – 5  | Aston Villa (1)          | 8,221       |
| 22                                                                  | Charlton Athletic (3)       | 4 – 3  | Stockport County (4)     | 8,022       |
| 23                                                                  | Newcastle United (1)        | 2 – 0  | Barnsley FC (2)          | 30,523      |
| 24                                                                  | Bristol City (2)            | 1 – 2  | Manchester City (1)      | 19,941      |

1 Score après 90 minutes

## Troisième tour (1/16 de finale)
Les 24 vainqueurs du deuxième tour sont rejoints par les 8 équipes de Premier League jouant les compétitions européennes. Morecambe est le dernier club de 4e division encore en lice.
Le tirage au sort est effectué le 1er septembre. Les matchs ont eu lieu les 25 et 26 septembre. 
|                                                    | Équipe à domicile        | Score1 | Équipe à l'extérieur  | Spectateurs |
| -------------------------------------------------- | ------------------------ | ------ | --------------------- | ----------- |
| 1                                                  | Blackburn Rovers (1)     | 3 – 0  | Birmingham City (1)   | 9,205       |
| 2                                                  | Reading (1)              | 2 – 4  | Liverpool (1)         | 23,563      |
| 3                                                  | Manchester United (1)    | 0 – 2  | Coventry City (2)     | 74,055      |
| 4                                                  | Tottenham Hotspur (1)    | 2 – 0  | Middlesbrough (1)     | 32,280      |
| 5                                                  | Hull City (2)            | 0 – 4  | Chelsea (1)           | 23,543      |
| 6                                                  | Blackpool (2)            | 1 – 1  | Southend United (3)   | 5,022       |
| Blackpool s’impose 2 – 1 après prolongation        |                          |        |                       |             |
| 7                                                  | West Ham United (1)      | 1 – 0  | Plymouth Argyle (2)   | 25,774      |
| 8                                                  | Arsenal (1)              | 2 – 0  | Newcastle United (1)  | 60,004      |
| 9                                                  | Luton Town (3)           | 1 – 1  | Charlton Athletic (2) | 4,534       |
| Luton Town s’impose 3 – 1 après prolongation       |                          |        |                       |             |
| 10                                                 | Manchester City (1)      | 1 – 0  | Norwich City (2)      | 20,938      |
| 11                                                 | Sheffield United (2)     | 5 – 0  | Morecambe (4)         | 8,854       |
| 12                                                 | Sheffield Wednesday (2)  | 0 – 3  | Everton (1)           | 16,463      |
| 13                                                 | Fulham (1)               | 1 – 1  | Bolton Wanderers (1)  | 10,500      |
| Bolton Wanderers s’impose 2 – 1 après prolongation |                          |        |                       |             |
| 14                                                 | Burnley FC (2)           | 0 – 1  | Portsmouth (1)        | 8,202       |
| 15                                                 | Aston Villa (1)          | 0 – 1  | Leicester City (2)    | 25,956      |
| 16                                                 | West Bromwich Albion (2) | 2 – 4  | Cardiff City (2)      | 14,085      |

1 Score après 90 minutes

## Quatrième tour (1/8 de finale)
Luton Town est le dernier club de 3e division encore en lice.

Le tirage au sort est effectué le 29 septembre. Les matchs ont eu lieu les 30 et 31 octobre. 
|                                           | Équipe à domicile     | Score1 | Équipe à l'extérieur | Spectateurs |
| ----------------------------------------- | --------------------- | ------ | -------------------- | ----------- |
| 1                                         | Luton Town (3)        | 0 – 0  | Everton (1)          | 8,944       |
| Everton s’impose 1 – 0 après prolongation |                       |        |                      |             |
| 2                                         | Portsmouth (1)        | 1 – 2  | Blackburn Rovers (1) | 11,788      |
| 3                                         | Chelsea (1)           | 4 – 3  | Leicester City (2)   | 40,037      |
| 4                                         | Sheffield United (2)  | 0 – 3  | Arsenal (1)          | 16,971      |
| 5                                         | Tottenham Hotspur (1) | 2 – 0  | Blackpool (2)        | 32,196      |
| 6                                         | Bolton Wanderers (1)  | 0 – 1  | Manchester City (1)  | 15,510      |
| 7                                         | Coventry City (2)     | 1 – 2  | West Ham United (1)  | 23,968      |
| 8                                         | Liverpool (1)         | 2 – 1  | Cardiff City (2)     | 41,780      |

1 Score après 90 minutes

## Cinquième tour (1/4 de finale)
Le tirage au sort du cinquième tour a eu lieu le 3 novembre 2007. Les matchs ont eu lieu les 18 et 19 décembre 2007, à l'exception du match entre West Ham United et Everton, qui a eu lieu le 12 décembre en raison du match d'Everton contre l'AZ Alkmaar le 20 décembre lors de la Coupe UEFA.
| 12 décembre 2007 | West Ham United (1) | 1 – 2 | Everton (1)            | Boleyn Ground, Londres                       |                                              |
| 19:45            | Cole 12e            |       | 40e Osman · 88e Yakubu | Spectateurs : 28 777 Arbitrage : Mark Halsey | Spectateurs : 28 777 Arbitrage : Mark Halsey |
| 19:45            | Rapport             |       |                        | Spectateurs : 28 777 Arbitrage : Mark Halsey | Spectateurs : 28 777 Arbitrage : Mark Halsey |

| 18 décembre 2007 | Manchester City (1) | 0 – 2 | Tottenham Hotspur (1)     | City of Manchester Stadium, Manchester         |                                                |
| 19:45            |                     |       | 5e Defoe · 82e Malbranque | Spectateurs : 38 564 Arbitrage : Steve Bennett | Spectateurs : 38 564 Arbitrage : Steve Bennett |
| 19:45            | Rapport             |       |                           | Spectateurs : 38 564 Arbitrage : Steve Bennett | Spectateurs : 38 564 Arbitrage : Steve Bennett |

| 18 décembre 2007 | Blackburn Rovers (1) | 2 – 3 | Arsenal (1)                 | Ewood Park, Blackburn                       |                                             |
| 19:45            | Santa Cruz 42e 60e   |       | 6eNDiaby · 29e 104e Eduardo | Spectateurs : 16 207 Arbitrage : Mike Riley | Spectateurs : 16 207 Arbitrage : Mike Riley |
| 19:45            | Rapport              |       |                             | Spectateurs : 16 207 Arbitrage : Mike Riley | Spectateurs : 16 207 Arbitrage : Mike Riley |

| 19 décembre 2007 | Chelsea (1)                  | 2 – 0 | Liverpool (1) | Stamford Bridge, Londres                         |                                                  |
| 19:45            | Lampard 59e · Shevchenko 90e |       |               | Spectateurs : 41 366 Arbitrage : Martin Atkinson | Spectateurs : 41 366 Arbitrage : Martin Atkinson |
| 19:45            | Rapport                      |       |               | Spectateurs : 41 366 Arbitrage : Martin Atkinson | Spectateurs : 41 366 Arbitrage : Martin Atkinson |

## Demi-finales
Le tirage au sort des demi-finales a eu lieu le 19 décembre 2007. Contrairement aux autres tours, les demi-finales se déroulent sur deux matches, chaque équipe jouant un match à domicile. Les matchs aller sont joués le 8 et 9 janvier et les matchs retour sont joués le 22 et 23 janvier 2008.

### Match aller
| 8 janvier 2008 | Chelsea (1)                               | 2 – 1 | Everton    | Stamford Bridge, Londres                      |                                               |
| 19:45          | Wright-Phillips 26e · Lescott 90+2e (csc) |       | 64e Yakubu | Spectateurs : 41 178 Arbitrage : Peter Walton | Spectateurs : 41 178 Arbitrage : Peter Walton |
| 19:45          | Rapport                                   |       |            | Spectateurs : 41 178 Arbitrage : Peter Walton | Spectateurs : 41 178 Arbitrage : Peter Walton |

| 9 janvier 2008 | Arsenal (1) | 1 – 1 | Tottenham Hotspur (1) | Emirates Stadium, Londres                  |                                            |
| 19:45          | Walcott 79e |       | 37e Jenas             | Spectateurs : 53 136 Arbitrage : Mike Dean | Spectateurs : 53 136 Arbitrage : Mike Dean |
| 19:45          | Rapport     |       |                       | Spectateurs : 53 136 Arbitrage : Mike Dean | Spectateurs : 53 136 Arbitrage : Mike Dean |

### Match retour
| 23 janvier 2008 | Everton (1) | 0 – 1 | Chelsea (1) | Goodison Park, Liverpool                       |                                                |
| 20:00           |             |       | 79e Cole    | Spectateurs : 37 086 Arbitrage : Steve Bennett | Spectateurs : 37 086 Arbitrage : Steve Bennett |
| 20:00           | Rapport     |       |             | Spectateurs : 37 086 Arbitrage : Steve Bennett | Spectateurs : 37 086 Arbitrage : Steve Bennett |

Chelsea s’impose 3–1 au total
| 22 janvier 2008 | Tottenham Hotspur (1)                                                     | 5 – 1 | Arsenal (1)  | White Hart Lane, Londres                     |                                              |
| 20:00           | Jenas 3e · Bendtner 27e (csc) · Keane 48e · Lennon 60e · Malbranque 90+4e |       | Adebayor 70e | Spectateurs : 35 979 Arbitrage : Howard Webb | Spectateurs : 35 979 Arbitrage : Howard Webb |
| 20:00           | Rapport                                                                   |       |              | Spectateurs : 35 979 Arbitrage : Howard Webb | Spectateurs : 35 979 Arbitrage : Howard Webb |

Tottenham Hotspur s’impose 6–2 au total

## Finale
La finale de la Coupe de la Ligue 2008 s'est déroulée le 24 février 2008 et est la première à se jouer à Wembley depuis 2000.
| 24 février 2008 | Chelsea (1) | 1 – 2 | Tottenham Hotspur (1)       | Wembley Stadium, Londres                     |                                              |
| 15:00           | Drogba 39e  |       | 70e Berbatov · 94e Woodgate | Spectateurs : 87 660 Arbitrage : Mark Halsey | Spectateurs : 87 660 Arbitrage : Mark Halsey |
| 15:00           | Rapport     |       |                             | Spectateurs : 87 660 Arbitrage : Mark Halsey | Spectateurs : 87 660 Arbitrage : Mark Halsey |

## Nombre d'équipes par division et par tour
| Divisions / Manches                      | Premier tour (35 rencontres) | Deuxième tour (24 rencontres) | 3e tour (1/16 de finale) (16 rencontres) | 4e tour (1/8 de finale) (8 rencontres) | 5e tour (1/4 de finale) (4 rencontres) | Demi-finales (4 rencontres) | Finale (1 rencontres) | Vainqueur     |
| ---------------------------------------- | ---------------------------- | ----------------------------- | ---------------------------------------- | -------------------------------------- | -------------------------------------- | --------------------------- | --------------------- | ------------- |
| Premier League (clubs européens) 8 clubs | Exempté                      | Exempté                       | 8                                        | 7                                      | 6                                      | 4                           | 2                     | 1             |
| Premier League (non-européens) 12 clubs  | Exempté                      | 12                            | 9                                        | 3                                      | 2                                      | Aucune équipe               | Aucune équipe         | Aucune équipe |
| Championship 24 clubs                    | 24                           | 16                            | 12                                       | 5                                      | Aucune équipe                          | Aucune équipe               | Aucune équipe         | Aucune équipe |
| League One 24 clubs                      | 24                           | 12                            | 2                                        | 1                                      | Aucune équipe                          | Aucune équipe               | Aucune équipe         | Aucune équipe |
| League Two 24 clubs                      | 24                           | 8                             | 1                                        | Aucune équipe                          | Aucune équipe                          | Aucune équipe               | Aucune équipe         | Aucune équipe |
| Total                                    | 72                           | 48                            | 32                                       | 16                                     | 8                                      | 4                           | 2                     | 1             |